# Het licht der bergen
Het licht der Bergen is een Belgische film uit 1955, in een regie van Gust Geens en Hugo van den Hoegaerde naar het gelijknamige boek van Franz Weiser.

## Verhaal
Als veertienjarige Tirolerjongen, werd Herman na de dood van zijn ouders door het Vlaams gezin Vermeiren geadopteerd. Hij wordt leider van de jeugdbeweging tot ongenoegen van Leo Deckers. Bert, de broer van Herman laat zich ompraten door Leo en ze begaan een sigarettendiefstal in de haven. Later keert hij als katholieke jeugdbewegingsleider op bivak naar Tirol terug, waar hij zijn priesterroeping tussen het edelweiss en het licht der bergen bevestigd ziet. Hij probeert er Bert terug op het goede spoor te brengen.

## Productie
Alhoewel gedraaid in opdracht van Chirojeugd, richt deze film zich tot alle jongens van veertien tot zeventien jaar bij voorkeur ook aangesloten tot een of andere jeugdgroep van de Katholieke Actie. De film werd gemaakt met beperkte middelen en de meeste vrijwillige acteurs werden gezocht bij Chirogroep Sint-Jan Berchmans uit Boechout en de Jungschar van Inssbruck. De beelden werden gedraaid door Gust Geens te Boechout en te Fulpmes in Tirol.
De première had plaats op 10 januari 1956 in de zaal van het Koninklijk Kunstverbond te Antwerpen.